# Donna Caponi
Donna Caponi-Byrnes (nascida em 29 de janeiro de 1945) é uma jogadora norte-americana de golfe profissional que atualmente joga nos torneios do Circuito LPGA (versão feminina do Circuito PGA). Passou a integrar, em 1965, no circuito e venceu os quatro principais torneios e 24 eventos do Circuito LPGA. É membro do Hall da Fama do Golfe Mundial desde 2001.

## Principais campeonatos

### Vitórias (4)
| Ano  | Torneios           | Placar               | Margem    | Vice-campeã(s)                |
| ---- | ------------------ | -------------------- | --------- | ----------------------------- |
| 1969 | U.S. Women's Open  | +2 (74-76-75-69=294) | 1 tacada  | Peggy Wilson                  |
| 1970 | U.S. Women's Open  | +3 (69-70-71-77=287) | 1 tacada  | Sandra Haynie, Sandra Spuzich |
| 1979 | Campeonato da LPGA | −9 (69-70-70-70=279) | 3 tacadas | Jerilyn Britz                 |
| 1981 | Campeonato da LPGA | −8 (69-68-70-73=280) | 1 tacada  | Jerilyn Britz, Pat Meyers     |